# Farbo-Gletscher
Der Farbo-Gletscher ist ein Gletscher im westantarktischen Marie-Byrd-Land. Er fließt in nordöstlicher Richtung und mündet 13 km westlich des Mount McCoy an der Ruppert-Küste in den Land-Gletscher.
Der United States Geological Survey kartierte ihn anhand eigener Vermessungen und Luftaufnahmen der United States Navy aus den Jahren von 1959 bis 1965. Das Advisory Committee on Antarctic Names benannte ihn nach Richard Riley Farbo (* 1933), Geräteführer bei der US Navy, der im Rahmen dreier Kampagnen der Operation Deep Freeze 1959 und 1965 auf der McMurdo-Station sowie 1969 auf der Amundsen-Scott-Südpolstation überwinterte.